# Katedra św. Piotra w Lancasterze
Katedra św. Piotra w Lancasterze (ang. St Peter’s Cathedral) – katedra rzymskokatolicka w Lancasterze. Główna świątynia diecezji Lancaster. Mieści się przy Balmoral Road.
Budowa świątyni rozpoczęła się w 1857, zakończyła się w 1859, konsekrowana w 1859. Projektantem świątyni był Edward Graham Paley. Reprezentuje styl neogotycki. Posiada jedną wieżę.